# Volní procesy
Volní procesy jsou psychické procesy v osobnosti související s rozhodováním. Vyskytují ve všech fázích lidské činnosti. Základní fáze volního procesu jsou fáze rozhodovací a fáze realizační.
Podrobněji lze volní proces popsat takto:
- Fáze rozhodovací: V přípravné fázi je to uvědomění si vnější pobídky a vnitřního motivu, následuje volba cíle, rozhodování (řešení konfliktu), rozhodování zahrnuje také poznávací procesy (shromažďování informací, jejich analýza a syntéza)
- Fáze realizační: V průběhu činnosti snaha realizovat vytyčený cíl svědomitě a vytrvale, mnohdy je nezbytné překonávat překážky (to usnadňují dovednosti a návyky)

Pro volní procesy je důležitý motiv nebo vlastní zájem.
Člověk musí vědět co chce dělat, jak to chce získat, proč to chce získat. Pokud si toto všechno uvědomuje, udělá to. Mělo by to člověku přinést radost či uspokojení.